# Американо-монгольские отношения
Американо-монгольские отношения — двусторонние дипломатические отношения между США и Монголией. 

## История

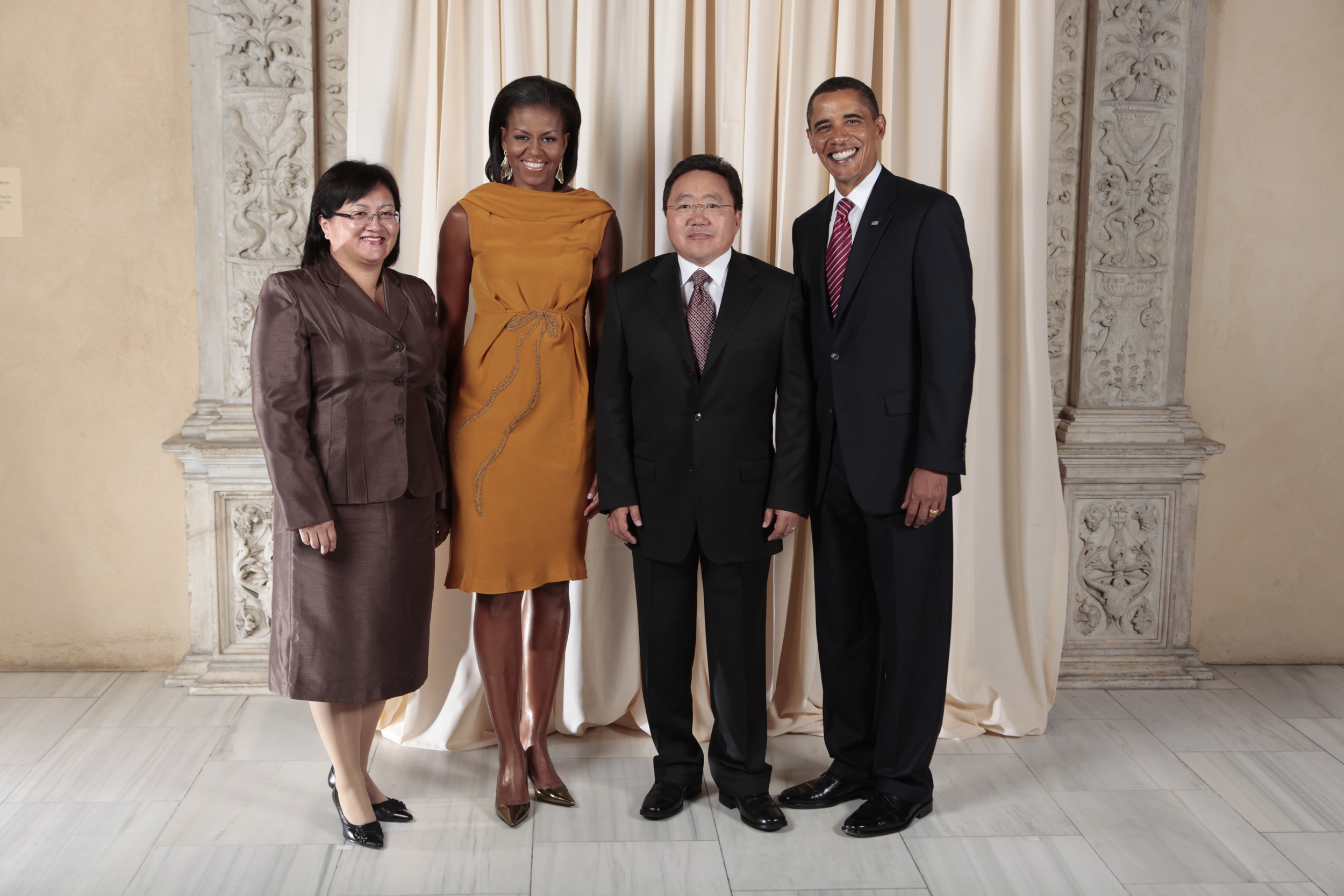
Барак Обама и Цахиагийн Элбэгдорж с супругами в Нью-Йорке.

Расположенная между Россией и Китаем, Монголия считает Соединенные Штаты своим «третьим соседом». В 1990 году в Монголии установился демократический режим и с тех пор в стране проводятся президентские и парламентские выборы. США стремятся помочь Монголии в реализации рыночных реформ, а также расширить с ней отношения в культурной и экономической областях. В 2003 году Монголия направляла свои войска в Ирак, они находились там по октябрь 2008 года. По состоянию на 2013 год, 345 монгольских солдат проходят службу в Афганистане.
В августе 2024 государственный секретарь США Энтони Блинкен совершил визит в Монголию для переговоров с министром иностранных дел страны Батмунхийн Батцэцэг. Переговоры прошли в закрытом режиме. По официальной информации монгольского МИД в ходе переговоров стороны обменялись мнениями о расширении и укреплении стратегического партнерства в рамках внешнеполитической доктрины Монголии «Третий сосед». Во второй половине дня Блинкен встретился с президентом Монголии Ухнаагийн Хурэлсухом и премьер-министром Лувсаннамсрайн Оюун-Эрдэнэ. Во время этих встреч стороны обсудили международные и региональные вопросы, представляющие взаимный интерес.

## Торговля
Экспорт США в Монголию: транспортные средства, машины, сельскохозяйственная продукция, оптические и медицинские инструменты. Импорт США из Монголии: вольфрамовая руда, антиквариат, вязаная одежда, ювелирные изделия и сельскохозяйственная продукция.